# Wet terugdringing ziekteverzuim
De Wet terugdringing ziekteverzuim (Wet TZ) is een Nederlandse wet die bepaalde dat een werkgever bij ziekte van een werknemer de eerste twee tot zes weken zelf het loon van de zieke werknemer moest doorbetalen. Hoelang het loon doorbetaald moest worden, was afhankelijk van de grootte van het bedrijf. Na die periode kwam de werknemer in de Ziektewet terecht. Gedachte achter de Wet TZ was dat een werkgever meer aan ziektepreventie en re-integratie zou doen als hij de eerste ziekteperiode zelf moest betalen. Voor de invoering van de Wet TZ kwam een werknemer bij ziekte na twee dagen in de collectief betaalde Ziektewet terecht, de premie voor de Ziektewet werd betaald door werknemers en werkgevers.
De Wet TZ werd van kracht in 1994 en verviel met de introductie van de Wet uitbreiding loondoorbetaling bij ziekte (WULBZ) op 1 maart 1996. De WULBZ verplichtte de werkgever om bij ziekte van een werknemer maximaal 52 weken minimaal 70% van het loon te betalen. Inmiddels is de WULBZ ook weer vervangen en wel op 1 januari 2004 met de invoering van de Wet verlenging loondoorbetalingsverplichting bij ziekte, de periode van loondoorbetaling is daarmee verlengd tot 104 weken.